# تاریخچه نسبیت خاص
تاریخچه نسبیت خاص شامل بسیاری از نتایج نظری و یافته‌های تجربی است که توسط آلبرت آبراهام مایکلسون، هندریک لورنتز، آنری پوانکاره و دیگران بدست آمده‌است. این نتایج در تئوری نسبیت خاص ارائه شده توسط آلبرت انیشتین و کارهای بعدی ماکس پلانک، هرمان مینکوفسکی و دیگران به اوج خود رسید.

## معرفی
اگرچه ایزاک نیوتن فیزیک خود را بر اساس فضا و زمان مطلق بنا نهاد، وی همچنین به اصل نسبیت گالیلئو گالیله پایبند بود و آن را دقیقاً برای سیستم‌های مکانیکی بیان کرد. این را می‌توان اینگونه بیان کرد: تا آنجا که به قوانین مکانیک مربوط می‌شود، تمام مشاهده کنندگان در حرکت اینرسی دارای امتیاز یکسانی هستند و هیچ حالت حرکتی ترجیحی را نمی‌توان به هیچ ناظر اینرسی خاصی نسبت داد. با این حال، در مورد نظریه الکترومغناطیسی و الکترودینامیک، در طول قرن نوزدهم نظریه موج نور به عنوان یک اختلال در «محیط نور» یا اتر درخشان به‌طور گسترده‌ای پذیرفته شد، این نظریه در کار جیمز کلرک ماکسول به پیشرفته‌ترین شکل خود رسید. طبق نظریه ماکسول، همه پدیده‌های نوری و الکتریکی از طریق آن محیط انتشار می‌یابند، که پیشنهاد می‌کند تعیین حرکت به‌صورت آزمایشی نسبت به اتر امکان‌پذیر است.

## اتر و الکترودینامیک اجسام متحرک

### مدلهای اتر و معادلات ماکسول
به دنبال کار توماس یانگ (۱۸۰۴) و آگوستین-ژان فرنل (۱۸۱۶)، اعتقاد بر این بود که نور به صورت یک موج عرضی در یک محیط الاستیک به نام اتر درخشان انتشار می‌یابد. با این حال، بین پدیده‌های نوری و الکترودینامیکی تمایز قائل شد، بنابراین ایجاد مدل‌های خاص اتر برای همه پدیده‌ها ضروری بود. تلاش برای یکسان‌سازی این مدل‌ها یا ایجاد توصیف مکانیکی کامل از آنها به نتیجه نرسید اما پس از کار قابل توجه بسیاری از دانشمندان، از جمله مایکل فارادی و لرد کلوین، جیمز کلرک مکسول (۱۸۶۴) با استخراج نظریه دقیق الکترومغناطیس مجموعه ای از معادلات در برق، مغناطیس و القا، به نام معادلات ماکسول به وجود آمد.